# Уралски језици
Уралски језици су језичка породица која укључује тридесетак језика којима говори око 25 милиона људи. Ови језици су распрострањени у северној Евроазији од Скандинавије преко Урала до полуострва Тајмир. Уралским језицима припада и мађарски језик у средњој Европи. Научници који не прихватају традиционалну представу да се самоједски први одвојио од остатка уралске породице могу третирати појмове као синониме.

## Карактеристике
Морфолошки, ови језици су аглутинативни са богатим системом падежа (до 20). Друге карактеристичне особине су значајна употреба помоћних глагола и самогласничка хармонија. 

## Постојбина прауралског језика
Постојбина уралских језика (прауралски језик), била је вероватно у подручју централне или јужне планине Урал. По овој планини име је добила и цела језичка породица. Процес раздвајања уралских језика почео је пре 6.000 година. Наука о уралским језицима се зове уралистика.

## Везе са другим породицама језика
Неки лингвисти сматрају да је јукагирски језик, изоловани палеосибирски језик, у сродству са уралским језицима. Отуда се појављује термин уралско-јукагирски језици.

## Подела
Уралски језици се деле у две главне гране:
- западна грана - угро-фински језици, има их 24 и њима говори 99% говорника уралских језика
  - фино-пермски језици
  - угарски језици
- североисточна грана - самоједски језици, међу којима је 4 жива језика са укупно до 30.000 говорника у северном Сибиру

### Угро-фински језици
- Угарски језици
  - Дунавско-угарски
    - Мађарски језик

  - Обско-угарски језици
    - Хантијски језик
    - Мансијски језик
- Фино-пермски језици
  - Фино-поволшки језици (Фино-волшки језици)
    - Маријски
      - Маријски језик

    - Мордвински језици
      - Ерзјански језик
      - Мокшански језик

    - Изумрли фино-поволшки језици (фино-волшки језици) †
      - Мерјански језик †
      - Муромски језик †
      - Мешчјорски језик †

    - Фино-лапски језици
      - Лапонски језици
        - Западнолапонски језици
          - Јужнолапонски језик
          - Уме-лапонски језик
          - Луле-лапонски језик
          - Пите-лапонски језик
          - Севернолапонски језик

        - Источнолапонски језици
          - Каину-лапонски језик †
          - Кеми-лапонски језик †
          - Инари-лапонски језик
          - Акала-лапонски језик †
          - Килдинско лапонски језик
          - Сколтско лапонски језик
          - Терско лапонски језик

      - Балто-фински језици
        - Естонски језик
        - Фински језик
        - Ижорски језик
        - Карелски језик
        - Ливонски језик
        - Вепски језик
        - Вотски језик

  - Пермски језици
    - Комски језик (Комско-зирјански језик)
    - Комско-пермјачки језик
    - Удмуртски језик

### Самоједски језици
- Северносамоједски језици
  - Енецки језик
  - Ненецки језик
  - Нганасански језик
  - Јуратски језик †
- Јужносамоједски језици
  - Камасински језик †
  - Маторски језик †
  - Селкупски језик
  - Сојотски језик †

## Најзначајнији уралски језици
- Мађарски (Magyar), 14,5 милиона говорника
- Фински (Suomi), 6 милиона
- Естонски (Eesti), 1,1 милиона
- Мордовински, 1,1 милиона (2 варијанте, користи се у Мордовији у Русији)
- Маријски, 600.000 говорника (Мариј Ел у Русији)
- Удмуртски, 550.000 (Удмуртија у Русији)
- Комски, 400.000 (2 варијанте, Коми у Русији)
- Лапонски језици, 35.000 (10 језика)
- Ненецки, 27.000 (најзначајнији самоједски језик)
- Хантијски - један од два угарска језика изван Мађарске
- Мансијски - један од два угарска језика изван Мађарске